# Deropeltis adelungi
Deropeltis adelungi är en kackerlacksart som beskrevs av Robert Walter Campbell Shelford 1910. Deropeltis adelungi ingår i släktet Deropeltis och familjen storkackerlackor. Inga underarter finns listade i Catalogue of Life.